# Josué Pierre-Louis
Pour les articles homonymes, voir Pierre-Louis.
Josué Pierre-Louis est un haut fonctionnaire de l’administration publique haïtienne.

## Biographie
Josué Pierre-Louis est né à Petit-Goâve dans le département de l’Ouest, le 16 juin 1970. Magistrat de carrière, il est constitutionnaliste et Professeur des Universités.

## Autres fonctions
Dr Josué Pierre-Louis est président-fondateur du Centre de recherche et d’études juridiques (CREJ). Il a été secrétaire général adjoint du comité des anciens élèves de l’ENA (CIC), ancien président du Racing Club Haïtien, membre fondateur de l’Association sportive de Petit-Goâve (ASPG) et a été président de la Commission de discipline de la Fédération haïtienne de football (FHF). Conseille de l'Association des professionnels et des amants du Droit (APAD).

## Publications
- La modernisation du droit haïtien : un défi pour l’avenir, France, Éditions Espérance, 2022

## Distinctions et décorations
- Le Service de coopération technique internationale de police (SCTIP)[1], de la police nationale française lui a attribué une plaque d’honneur